# Igreja de Santa Margarida (Terra do Pão)

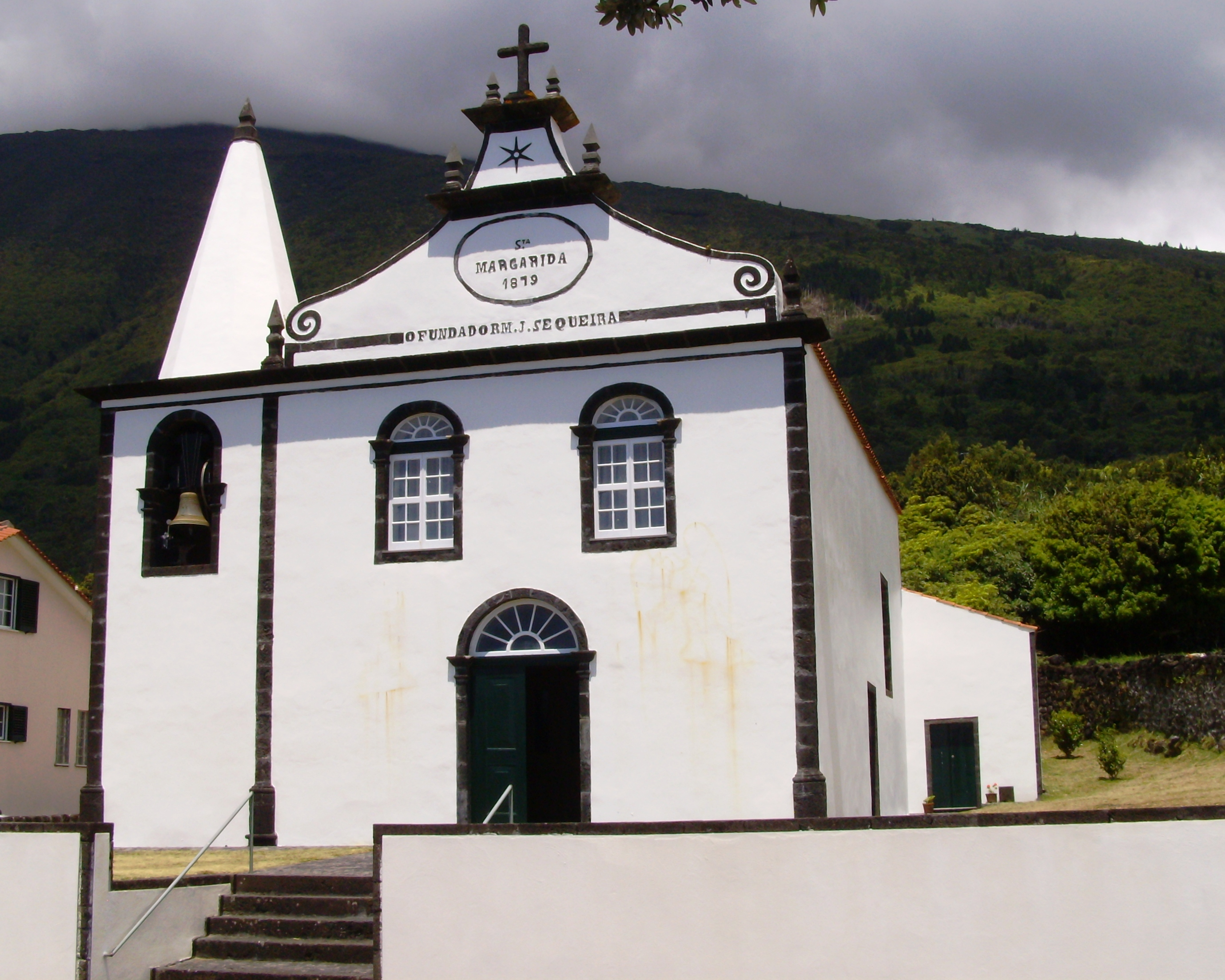
Igreja de Santa Margarida, Terra do Pão.

A Igreja de Santa Margarida localiza-se na Terra do Pão, na freguesia de São Caetano, no concelho da Madalena, na ilha do Pico, nos Açores.

## História
Este templo foi inaugurado em 1879, conforme cartela no frontão. Segundo o padre Júlio da Rosa, pároco da Igreja de Nossa Senhora das Angústias, na Horta, a sua edificação foi devida a um caso de política local.
Estavam os lugares da Terra do Pão e da Prainha do Sul muito contentes com o projecto da construção da igreja de São Caetano, pois que ambos ficavam muito distantes de São Mateus. Mas a igreja de São Caetano, que deveria erguer-se entre as duas povoações, para igualmente as servir, acabou por levantar-se no centro da Prainha, junto das casas de Manuel Silveira Ávila de Melo, indivíduo influente no local. Encarado o assunto como um escândalo, logo o político Manuel José Sequeira, de São Mateus, prometeu uma igreja aos habitantes de Terra do Pão se estes lhe dessem os votos nas eleições seguintes. Ganhas estas pelo referido Sequeira, logo este tratou de cumprir a promessa, chegando a pedir a criação de um curato, o qual foi concedido em 6 de Abril de 1876.
Principiada a construção, o povo da Terra do Pão deliberou, em sinal de gratidão, gravar em pedra na fachada do templo o nome do fundador. Comovido com tal resolução, logo o dito Manuel José Sequeira determinou que já que o seu nome ficaria gravado na frente da igreja, ele queria que o nome de sua mulher também fosse sempre lembrado. E mandou buscar para orago do templo uma imagem de Santa Margarida, pois que Margarida era o nome da esposa.